# José María Basanta
José María Basanta Pavone (Carmen de Areco partido, 1984. április 3. –) argentin válogatott labdarúgó, jelenleg a Fiorentina játékosa. Posztját tekintve hátvéd.

## Sikerei, díjai
Monterrey
- Mexikói bajnok (2): 2009 Apertura, 2010 Apertura
- CONCACAF-bajnokok ligája győztes (3): 2010–11, 2011–12' 2012–13
- Interliga győztes: 2010